# امی ساکورای
امی ساکورای (انگلیسی: Emi Sakurai؛ زادهٔ ۲۳ مارس ۱۹۸۲) بازیکن هاکی روی چمن زن اهل ژاپن است.
او در بازی‌های المپیک تابستانی ۲۰۰۴ شرکت کرده است.